# Tokugawa Ienari
Ienari Tokugawa (徳川 家斉, Tokugawa Ienari, 1773-1841) fut le 11e shogun du shogunat Tokugawa au Japon et celui qui resta le plus longtemps au pouvoir. Il dirigea le pays de 1787 à 1837.

## Biographie
Il hérite la fonction de shogun de Tokugawa Ieharu, le cousin de son père en 1787.